# Rhymbomicrus lobatus
Rhymbomicrus lobatus là một loài bọ cánh cứng trong họ Endomychidae. Loài này được Leconte & Horn miêu tả khoa học năm 1883.